# Активность (психология)
Акти́вность (англ. activity; нем. Tätigkeit) — в психологии деятельность, активное взаимодействие с окружающей действительностью, в ходе которого живое существо выступает как субъект, целенаправленно воздействующий на объект и удовлетворяющий таким образом свои потребности.
Вследствие чрезвычайной сложности и непрерывной изменчивости внешних условий уже на относительно ранних стадиях филогенеза создаётся жизненная необходимость в возникновении психических форм управления практическим взаимодействием живого существа с окружающей средой. Особое значение имеет развитие ориентировочно-исследовательской деятельности, заключающейся в обследовании (исследовании) окружающего и в формировании образа ситуации, на основе которого осуществляется ориентация и регуляция двигательного поведения животного в соответствии с условиями стоящей перед ним задачи (см. Психика, Развитие психики).